# Lindsay Cooper
Lindsay Cooper (3. března 1951 Londýn – 18. září 2013) byla britská hráčka na hoboj a fagot, hudební skladatelka a politická aktivistka. Známá je především jako členka kapely Henry Cow. Hrála ale také s dalšími skupinami (např. Comus nebo National Health). Spolupracovala i s dalšími hudebníky (např. Chris Cutler, Sally Potter, Mike Oldfield, Egg nebo Steve Hillage). Skládala hudbu pro film i televizi. Taktéž vydala několik sólových alb. V roce 1991 u ní byla diagnostikována roztroušená skleróza, Cooperová tuto informaci ale hudebnímu světu oznámila až roku 1998, kdy jí její nemoc zabránila v koncertování. Nemoci podlehla v roce 2013.

## Sólová diskografie
- Rags (1981)
- The Golddiggers (1983) – soundtrack ke stejnojmennému filmu
- Music for Other Occasions (1986)
- Oh Moscow (1991)
- An Angel on the Bridge  (1991)
- Schroedinger's Cat (1991)
- Sahara Dust (1993)
- A View from the Bridge (1998)